# Statsoverhoved
Et statsoverhoved er den øverste, formelle leder af en stat. Alle FN's medlemslande har et statsoverhoved, enten i form af et individ eller et kollektivt organ.
Statsoverhovedet kan have mange forskellige funktioner og være forskelligt betitlet afhængig af styreformen i landet. Dog er udenlandske diplomater næsten altid akkrediteret statsoverhovedet.

## Republikker
I en republik (fx Frankrig eller USA) vil statsoverhovedet næsten altid være en præsident, der er folkevalgt for en given embedsperiode. Tre republikker har dog en kollektiv ledelse: Schweiz, der har et forbundsråd, Bosnien, der er ledet af et præsidentråd på tre medlemmer valgt fra hver af landets vigtigste etniske grupper, samt San Marino, der er ledet af to kaptajnregenter valgt for et halvt år ad gangen.

## Monarkier
En anden form for statsoverhoved er en monark, der som regel har arvet sin position. Monarken kan også være valgt til embedet (valgkongedømme). Paven i Vatikanstaten er det kendeste nutidige eksempel på en valgt monark. I Danmark, der er et arveligt konstitutionelt monarki, er Kong Frederik statsoverhoved. Et monarki, hvor to fyrster deles om posten som landets overhoveder, kaldes også et diarki. For tiden er Andorra den eneste uafhængige stat i verden, der fungerer som et konstitutionelt diarki.

## Statsoverhovedets rolle
Et statsoverhoved besidder ikke nødvendigvis formelle magtbeføjelser, men har ofte en ceremoniel eller kulturelt betinget funktion. Statsoverhovedet er ikke nødvendigvis regeringsleder eller udstyret med andre politiske opgaver.

## Udenlandsk statsoverhoved
Overhovedet for en suveræn stat kan godt residere i et andet land, som det f.eks. er tilfældet for flertallet af landene i det britiske Commonwealth, hvor dronning Elisabeth 2. af Storbritannien er statsoverhoved for bl.a. Australien og Canada, samt for Island i perioden 1918-44, hvor den danske konge var statsoverhoved. I disse tilfælde varetages mange af statsoverhovedets funktioner i praksis af en lokal repræsentant, der i Commonwealth-landene har titel af guvernør eller generalguvernør.
Fyrstendømmet Andorra er specielt ved at begge landets statsoverhoveder bor udenfor fyrstendømmet, idet den franske præsident (der altså tillige er statsoverhovede for nabolandet Frankrig) og biskoppen af Urgel i Spanien deler funktionen som landets fyrster.

## Kollektivt organ som statsoverhoved
Embedet som statsoverhoved kan også varetages af et kollektivt organ som f.eks. en militærjunta, et  præsidentråd eller et regentråd/regentskabsråd. 